# Harricana
Il fiume Harricana (in inglese Harricana River) è un fiume canadese situato nell'Ovest del Quebec.
Ha una lunghezza di 533 km e un bacino idrografico di 29.300 km² in buona parte nel territorio del Quebec, per il resto nella provincia dell'Ontario. La sua portata media è di 570 m³/s. Sfocia nella baia di James. Le sorgenti dell'Harricana sono presso il lago Blouin. Fra le principali comunità lungo il suo corso c'è il paese di Amos. Socia nell'Hannah Bay della baia di James
Un altro nome del fiume è Harricanaw.